# Krzyż Zasługi dla Kobiet i Dziewcząt (Prusy)
Krzyż Zasługi dla Kobiet i Dziewcząt (niem. Ehrenkreuz für Frauen und Jungfrauen) – pruskie odznaczenie dla kobiet nadawane w latach 1870–1871 (w czasie wojny francusko-pruskiej).

## Zarys historii i insygnia
Odznaczenie zostało ustanowione 22 marca 1871 przez króla Prus i cesarza niemieckiego Wilhelma I dla „kobiet, zamężnych i niezamężnych, za pełną ofiarności działalność na froncie i wewnątrz Niemiec przy opiece nad rannymi i chorymi żołnierzami”.
Jednoklasowe odznaczenie było nadawane na wniosek cesarzowej i królowej Augusty przez jej męża. Z wyglądu i kształtu jest bardzo podobne do Żelaznego Krzyża, ale na awersie posiadało u zbiegu ramion emblemat Czerwonego Krzyża zamiast litery „W”, zaś na rewersie koronę królewską, splecione monogramy: „A” i „W” i daty: „1870/1871”. Odznaczenie było noszone nad lewą piersią na damskiej kokardzie, na tzw. wstążce pokojowej Żelaznego Krzyża, a więc białej z dwiema czarnymi bordiurami.
Po zakończeniu wojny 1870–1871 nie było więcej nadawane.
Na odznaczeniu tym wzorowany był Order Czerwonego Krzyża dla Niewiast i Dziewcząt.